# Буг (пароход)
«Буг» — вооружённый пароход Варшавской флотилии России.

## Описание парохода
Колёсный пароход водоизмещением 48 тонн. Длина парохода составляла 33,53 метра, ширина — 5,3 метра, осадка — 0,41 метра. На пароходе была установлена паровая машина мощностью 30 номинальных л. с. Вооружение судна состояло из одного 24-фунтового орудия и двух 1-фунтовых пушек на вертлюгах.

## История службы
Пароход «Буг» был построен на заводе «Карр и Макферсон» в Санкт-Петербурге, в 1863 году по частям перевезен в Варшаву, где после сборки и спуска на воду вошёл в состав Варшавской флотилии России.
Принимал активное участие в боевых действиях при подавлении Польского восстания 1863 года.
В 1865 году пароход был разобран и оставлен на хранение под навесом в Варшаве, а 15 октября 1871 года был продан с торгов частным владельцам.